# Lamento di una sposa padovana
Il cosiddetto Lamento di una sposa padovana è un frammento di 118 versi di autore ignoto.
Il lamento è in novenari in rima baciata e rappresenta uno dei più antichi testi in lingua veneta.
Nella prima parte, una sposa lamenta la lontananza del marito, partito per le Crociate, e protesta la propria fedeltà. Nella seconda parte, appare un pellegrino e il testo si fa più raffinato. Le differenze tra le due parti suggeriscono che esse siano diversi frammenti di un più ampio poema didascalico.
Il frammento è stato ritrovato a tergo di una pergamena destinata ad ospitare un atto notarile padovano redatto nel 1277. Tale pergamena è detta "Papafava" e così anche il Lamento è indicato come "frammento Papafava".
Successivamente, è stata ritrovata un'altra porzione di testo, stavolta in una pergamena dell'Archivio dell'Ospedale di Santa Maria dei Battuti di Treviso (la numero 16695, scatola 116). Questo secondo testimonio è di poco successivo al primo (al più tardi, dei primissimi del XIV secolo).